# Жалгизтобинський сільський округ
Жалгизтоби́нський сільський округ (каз. Жалғызтөбе ауылдық округі, рос. Жалгызтобинский сельский округ) — адміністративна одиниця у складі Байзацького району Жамбильської області Казахстану. Адміністративний центр — село Жетибай.
Населення — 2851 особа (2021; 2810 у 2009, 3134 у 1999, 2507 у 1989).
Станом на 1989 рік існувала Жалгізтобинська сільська рада (села Аккія, Єнбек, Новоівановка), село Багара перебувало у складі Рівненської сільської ради. 1997 року до складу округу були включені ліквідовані Карабакірський сільський округ (село Діхан), Мадімарська сільська адміністрація (село Мадімар, колишнє Інтимак), Сазтерецький сільський округ (села Абай, Актобе) та село Мирзатай ліквідованого Коктальського сільського округу. 2001 року зі складу округу виділено Интимацький сільський округ (село Интимак, колишнє Мадімар) та Мирзатайський сільський округ (села Абай, Актобе, Діхан, Мирзатай). 2015 року до складу округу передано село Торткул Бурильського сільського округу, а село Сенкібай (колишнє Єнбек) Жалгизтобинського сільського округу передано до складу Мирзатайського сільського округу.

## Склад
До складу округу входять такі населені пункти:
| Населений пункт | Старі назви  | Населення, осіб (1989) | Населення, осіб (1999) | Населення, осіб (2009) | Населення, осіб (2021) |
| --------------- | ------------ | ---------------------- | ---------------------- | ---------------------- | ---------------------- |
| Аккія, село     | -            | 653                    | 640                    | 626                    | 868                    |
| Жетибай, село   | Новоівановка | 1587                   | 1986                   | 1945                   | 1756                   |
| Торткул, село   | Багара       | 267                    | 254                    | 239                    | 227                    |